# Carlos Quillupangui
Carlos Quillupangui (n. Latacunga, Cotopaxi, Ecuador; 15 de septiembre de 1989) es un futbolista ecuatoriano. Juega de mediocampista ofensivo y su equipo actual es Clan Juvenil de la Segunda Categoría de Ecuador.

## Trayectoria
Empezó su carrera futbolística en el equipo militar en el año 2007, se formó e hizo todas formativas en El Nacional, la sub-14, la sub-16, la sub-18 en 2006. Luego en 2008 fue traspasado al Club Social Cultural y Deportivo Espoli, aquí tuvo su mejor rendimiento en su carrera, Espoli había ascendido a la Serie A, en la sub-20 y luego en el equipo principal.
Bajo el mando de Paulo Massa tuvo su debut en el primer equipo en la máxima categoría del fútbol ecuatoriano el 11 de febrero de 2009, en el partido de la fecha 1 de la primera etapa 2009 ante Deportivo Cuenca, fue titular aquel partido que terminó en victoria de Espoli 1–0. En esa misma campaña marcó su primer gol en la Serie A el 7 de febrero en la fecha 2 de la primera etapa, convirtió el segundo gol con el que Espoli venció a Técnico Universitario como visitante por 1–3.
Para 2012 fue uno de los goleadores del torneo de la Serie B con Espoli, anotando 8 goles en total. En 2013 llegó a Universidad Católica y en 2014 fichó por Sociedad Deportiva Aucas que disputaba el torneo de la Serie B, al final de la temporada fue campeón y logró el ascenso con el equipo auquista, el primero en su carrera. En 2015 tuvo un breve paso por Técnico Universitario de Ambato.
Desde la temporada 2016 está en Clan Juvenil con el que disputó la Serie A y Serie B, además de algunos encuentros de la Copa Ecuador, anotando un gol contra Guayaquil City.
En 2011 fue parte de la selección sub-22 del país que participó en los Juegos Panamericanos que se realizaron en Guadalajara.

## Selección nacional

### Categorías inferiores

#### Participaciones en Sudamericanos
| Campeonato                            | Sede   | Resultado    | Partidos | Goles |
| ------------------------------------- | ------ | ------------ | -------- | ----- |
| Juegos Panamericanos Guadalajara 2011 | México | Primera fase | 3        | 0     |

## Estadísticas
- Actualizado al 13 de mayo de 2020.[20]

| Club                  | Temporada     | Liga | Liga  | Copa | Copa  | Internacional | Internacional | Total | Total |
| Club                  | Temporada     | PJ   | Goles | PJ   | Goles | PJ            | Goles         | PJ    | Goles |
| --------------------- | ------------- | ---- | ----- | ---- | ----- | ------------- | ------------- | ----- | ----- |
| El Nacional           | 2003          | 13   | 14    | —    | —     | —             | —             | 13    | 14    |
| El Nacional           | 2005          | 17   | 10    | —    | —     | —             | —             | 17    | 10    |
| El Nacional           | 2006          | 22   | 8     | —    | —     | —             | —             | 22    | 8     |
| El Nacional           | Total         | 52   | 32    | —    | —     | —             | —             | 52    | 32    |
| Espoli                | 2008          | 32   | 5     | —    | —     | —             | —             | 32    | 5     |
| Espoli                | 2009          | 33   | 3     | —    | —     | —             | —             | 33    | 3     |
| Espoli                | 2010          | 30   | 4     | —    | —     | —             | —             | 30    | 4     |
| Espoli                | 2011          | 31   | 3     | —    | —     | —             | —             | 31    | 3     |
| Espoli                | 2012          | 38   | 8     | —    | —     | —             | —             | 38    | 8     |
| Espoli                | Total         | 164  | 23    | —    | —     | —             | —             | 164   | 23    |
| Universidad Católica  | 2013          | 20   | 4     | —    | —     | —             | —             | 20    | 4     |
| Universidad Católica  | Total         | 20   | 4     | —    | —     | —             | —             | 20    | 4     |
| Aucas                 | 2014          | 10   | 1     | —    | —     | —             | —             | 10    | 1     |
| Aucas                 | Total         | 10   | 1     | —    | —     | —             | —             | 10    | 1     |
| Técnico Universitario | 2015          | 9    | 1     | —    | —     | —             | —             | 9     | 1     |
| Técnico Universitario | Total         | 9    | 1     | —    | —     | —             | —             | 9     | 1     |
| Clan Juvenil          | 2016          | 31   | 8     | —    | —     | —             | —             | 31    | 8     |
| Clan Juvenil          | 2017          | 21   | 0     | —    | —     | —             | —             | 21    | 0     |
| Clan Juvenil          | 2018          | 17   | 2     | —    | —     | —             | —             | 17    | 2     |
| Clan Juvenil          | 2019          | 18   | 0     | 2    | 1     | —             | —             | 20    | 1     |
| Clan Juvenil          | Total         | 87   | 10    | 2    | 1     | —             | —             | 89    | 11    |
| Total carrera         | Total carrera | 342  | 71    | 2    | 1     | —             | —             | 344   | 72    |

## Palmarés

### Campeonatos nacionales
| Título  | Club  | País    | Año  |
| ------- | ----- | ------- | ---- |
| Serie B | Aucas | Ecuador | 2014 |